# Флаг Климовского района
Флаг Кли́мовского муниципального района Брянской области Российской Федерации.

## Описание
«Флаг Климовского района представляет собой прямоугольное красное полотнище с отношением ширины к длине 2:3, воспроизводящее в центре гербовую композицию: три белых меча остриями вверх, продетые через жёлтый дубовый венок».

## Обоснование символики
Флаг разработан на основе герба, который отражает географические и исторические особенности района.
Климовская земля известна со времён Киевской Руси, тогда она входила в состав Черниговского княжества. Собственно центр района — Климово упоминается с 1708 года, его основателем был раскольник — старовер Клим Ермолаевич. Уникальность района заключается в его географическом расположении на юго-западе России, где он граничит одновременно и с Украиной и с Беларусью. На границе трёх государств стоит монумент Дружбы в память об участии трёх народов в Великой Отечественной войне. Ежегодно на этом месте проводятся молодёжные фестивали.
Флаг аллегорически показывает район как место единения трёх славянских народов, что отражено венком, и повторяет символику монумента Дружбы. Венок в геральдике — символ союза, бессмертия, награды, почёта. Три меча указывают на три братских народа — русских, украинцев и белорусов, проявивших героизм в борьбе за освобождение Родины.
Красный цвет символизирует мужество и самоотверженность.
Жёлтый цвет (золото) — символ величия, постоянства, интеллекта, великодушия, богатства.
Белый цвет (серебро) символизирует чистоту, благородство, мир, взаимопонимание.